# 下巴伐利亚行政区
下巴伐利亚行政区（德語：Niederbayern）是德国巴伐利亚州的7个行政区之一，首府兰茨胡特。下巴伐利亚行政区位于巴伐利亚州的东部，北面与上普法尔茨行政区，东北面与捷克的波希米亚地区，东南面与奥地利的上奥地利州，西南面与上巴伐利亚行政区相邻。

## 中文譯名
譯名來自拉丁文的，德文應譯作「拜仁」。然「巴伐利亞」己成華語圈約定習俗之譯名，沿用至今。

## 行政区划
下巴伐利亚行政区下设3个非县辖城市：
1. 兰茨胡特市（Landshut）
2. 帕绍市（Passau）
3. 施特劳宾市（Straubing）

下巴伐利亚行政区下设9个县：
1. 代根多夫县（Landkreis Deggendorf），首府代根多夫（Deggendorf）
2. 丁戈尔芬-兰道县（Landkreis Dingolfing-Landau），首府丁戈尔芬（Dingolfing）
3. 弗赖翁-格拉弗瑙县（Landkreis Freyung-Grafenau），首府弗赖翁（Freyung）
4. 凯尔海姆县（Landkreis Kelheim），首府凯尔海姆（Kelheim）
5. 兰茨胡特县（Landkreis Landshut），首府兰茨胡特（Landshut）
6. 帕绍县（Landkreis Passau），首府帕绍（Passau）
7. 雷根县（Landkreis Regen），首府雷根（Regen）
8. 罗塔尔-因县（Landkreis Rottal-Inn），首府普法尔基兴（Pfarrkirchen）
9. 施特劳宾-博根县（Landkreis Straubing-Bogen），首府施特劳宾（Straubing）